# نظم (بی‌دی‌اس‌ام)

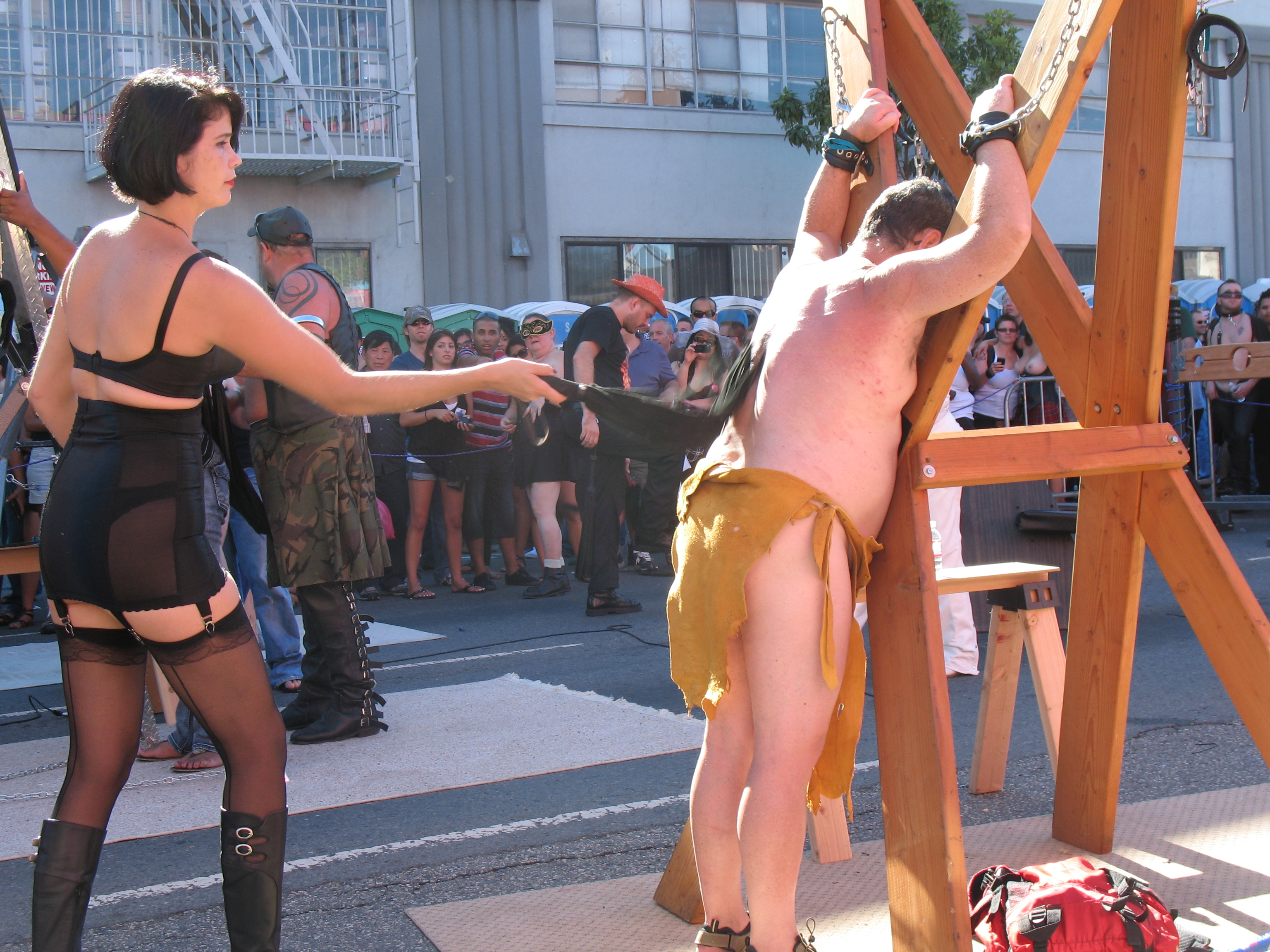
مجازات به روش Bdsm

نظم‌دهی (به انگلیسی: Discipline) در بی دی اس ام، عملیست که در آن فرد سلطه‌گر قوانینی را برای شریک سلطه پذیرش وضع می‌کند تا شخص مغلوب از آنها اطاعت کند و درصورت سرپیچی یا عدم رعایت قوانین آنطور که انتظار می‌رود تنبیهاتی در نظر گرفته می‌شود که این تنبیهات اصولاً به عنوان نظم‌دادن شناخته می‌شود.

## هدف
شکل عمده استفاده از این تمرین در این نوع رابطه آموزش تازه‌کاران است. وقتی قوانین شکسته شود تنبیهات با هدف نظم دادن به فرد مفعول انجام می‌شود. تمرینات می‌توانند فیزیکی باشند «همچون چوب‌زنی» یا روانی «بسان تحقیر شهوانی» یا آمیزه ای از هردو.
هدف از این تمرینات می‌تواند آموزش تازه کاران باشد. این که درچه جایگاهی هستند و در آینده چگونه می‌توانند سلطه پذیر بهتری باشند. نوع و شدت تنبیهات نیز می‌تواند با کلیت اشتباهی که فرد انجام داده در ارتباط باشد؛ مثلاً مجازات صحبت کردن فرد سلطه پذیر در زمانی که نباید حرف می‌زد ممکن است فرد را با مجازات سبکی مثل دهان‌بند مواجه کند. همچنین می‌توان به شخص مغلوب انتخابی داد تا خود مجازاتش را بین گزینه‌هایی انتخاب کند «مانند انتخاب بین سیلی بر صورت یا شلاق بر باسن»
نکته مهم آن است که این تنبیهات نباید با رفتارهای سادیستی اشتباه گرفته شود. کل هدف این تنبیهات و شکنجه‌ها لذت برای طرفین سلطه گر و سلطه پذیر است. به‌طور خلاصه نوع تنبیهات برای نظم دادن پاسخیست به نقص توافقاتی که توسط طرفین از پیش تعیین شده و برسر آن اتفاق نظر بوده‌است. در غیر این صورت تمرینات می‌تواند موجب آزار فرد گردد..